# ژرژ کوویه
ژان لئوپولد نیکلای فردریک کوویه معروف به ژرژ کوویه زیست‌شناس فرانسوی و بنیان‌گذار دیرین‌شناسی است.
کوویه در سوئیس زاده شد ولی پس از الحاق زادگاهش به فرانسه تابع فرانسه گشت. به مدرسهٔ عالی کارولین در نزدیکی اشتوتگارت آلمان رفت.
به اصل وابستگی طبایع عقیده داشت؛ مثلاً اگر دندانی از یک حیوان به‌دست می‌آورد، بقیهٔ استخوان‌بندی آن فسیل را تعیین می‌کرد و می‌گفت که این حیوان علف‌خوار یا گوشت‌خوار است. در سال ۱۸۱۲ همهٔ یادداشت‌های خود را به نام «جست‌وجوهایی دربارهٔ استخوان‌بندی فسیل‌ها» منتشر کرد. این اثر در واقع مقدمهٔ علم باستان‌شناسی بود. تدریس اوّلین کرسی دیرینه‌شناسی در موزئوم به «آلسیدوبین پی» فرانسوی (۱۸۵۰–۱۸۰۲) سپرده شد و این مرد پس از بررسی روی فسیل‌های حیوانات فهرستی در ۱۸ هزار نوع منتشر کرد.

## دیدگاه‌های علمی
ژرژ کوویه طبیعت‌شناس فرانسوی و از بنیان‌گذاران «کالبدشناسی تطبیقی» بر این عقیده بود که در طی تاریخ زمین، چهار انقلاب (انقراض) بزرگ طبیعی روی داده است و در جریان هر انقلاب، همهٔ موجودات زنده از بین رفته‌اند و پس از آن، گروه دیگری از موجودات به‌طور مستقل آفریده شده‌اند. به عقیدهٔ وی، انسان پس از آخرین انقلاب بر روی زمین ظاهر شده و خلقت‌های پیشین چون ربطی به انسان نداشته‌اند، در کتاب مقدس به آن‌ها اشاره‌ای نشده است. چارلز لایل بی‌بنیاد بودن نظریهٔ انقلاب‌های بزرگ طبیعی را با نشان دادن اینکه بسیاری از موجودات زندهٔ روزگار قدیم، میلیون‌ها سال بدون تغییر زندگی کرده‌اند (برای مثال برخی از انواع خرچنگ‌ها) و نیز با بررسی فسیل‌ها اثبات کرد.
کوویه علاقهٔ خاصی به ماهیان داشت، امّا دربارهٔ کل قلمروی حیوانات نیز از دانش بسیار گسترده‌ای برخوردار بود. او صدها حیوان مختلف را تشریح و سپس قسمت‌های مختلف بدنشان را با یکدیگر مقایسه و کشف کرد که اندام‌های گوناگون آن‌ها چه کارهایی انجام می‌دهند. او استدلال می‌کرد که حیوانات ماشین‌های زنده‌ای هستند که هر قسمت آن‌ها به هدف مناسبی می‌پردازد. او همچنین متوجه شد که در بدن حیوان همهٔ چیزها همراه هم کار می‌کنند؛ مثلاً حیوانات گوشت‌خوار دندان نیش (دندان تیز) دارند که به آن‌ها امکان می‌دهد تا گوشت شکارشان را پاره کنند و بدرند یا سیستم گوارشی، عضلات و ویژگی‌های مناسب دیگری دارند که برای شکار کردن و تغذیه از گوشت لازم است. چرندگانی مانند گاو و گوسفند، دندان‌هایی دارند که در انتها پهن و صاف شده‌اند و به آن‌ها امکان می‌دهد تا علف و یونجه را بسایند. ساختار استخوانی و عضلاتشان نیز به جای دویدن و جهیدن برای ایستادن مناسب است. باور ژرژ کوویه به اینکه حیوانات چنان زیبا و دقیق ساخته شده‌اند که کل اجزای ساختارشان با هم هماهنگ باشد، او را به این تبحر رساند که فقط با دیدن قسمتی از اجزای باقی‌مانده از حیوانات، دربارهٔ ساختار و وضعیت حیاتی‌شان چیزهای زیادی بگوید. او می‌گفت با پیدا کردن دندان نیش، یعنی یک گوشت‌خوار پیدا کرده‌اید و همین اصل را دربارهٔ فسیل‌ها به کار می‌بست.